# هامبتون يموان
هامبتون يموان (بالإنجليزية: Hampton Lemoine)‏ هو لاعب كرة قدم أمريكية أمريكي، ولد في 30 مارس 1882 في كوتونبورت في الولايات المتحدة، وتوفي بنفس المكان في 24 يناير 1916.